# Diocesi di Bolsena

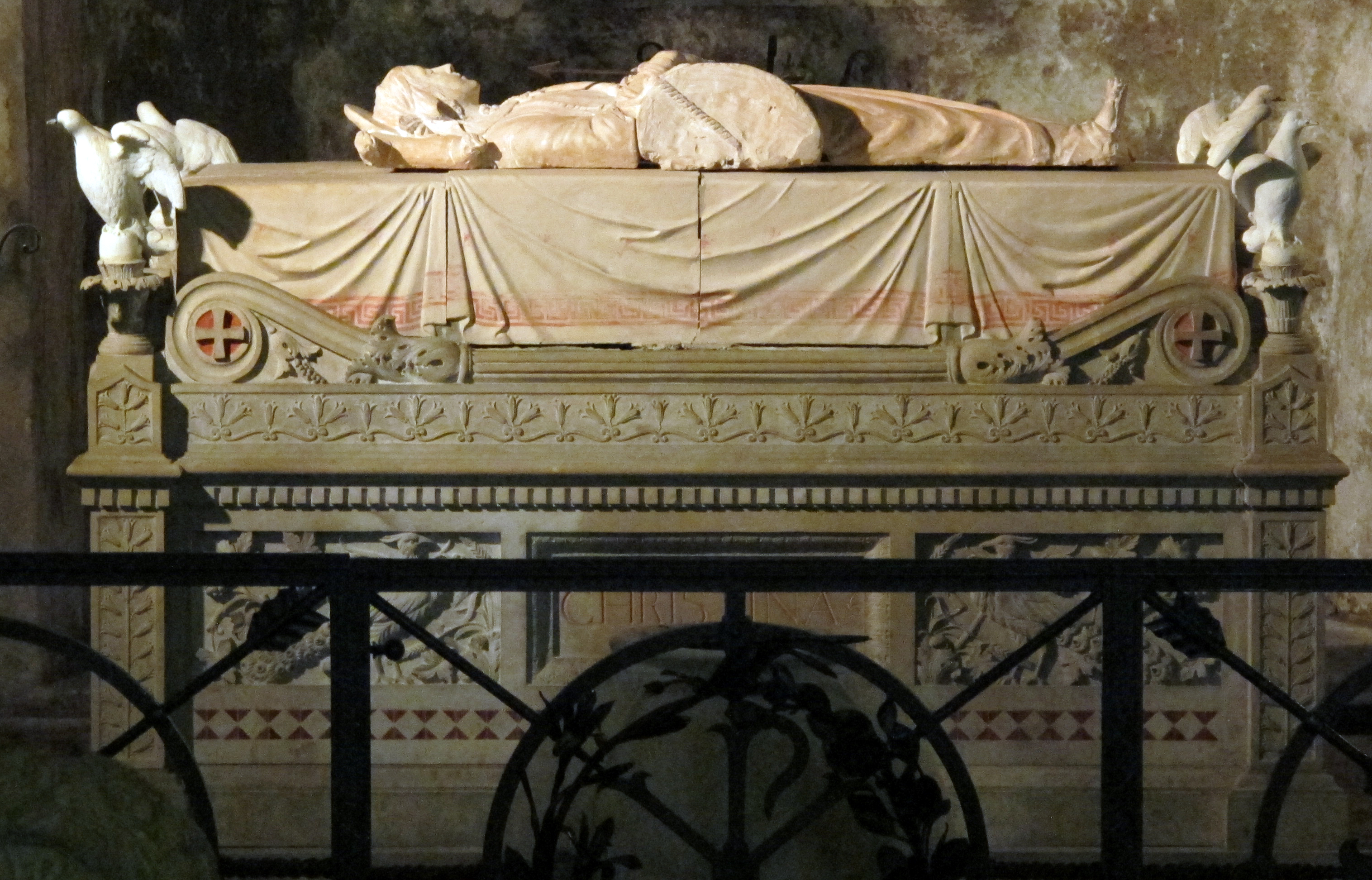
La tomba di santa Cristina, opera di Benedetto Buglioni.

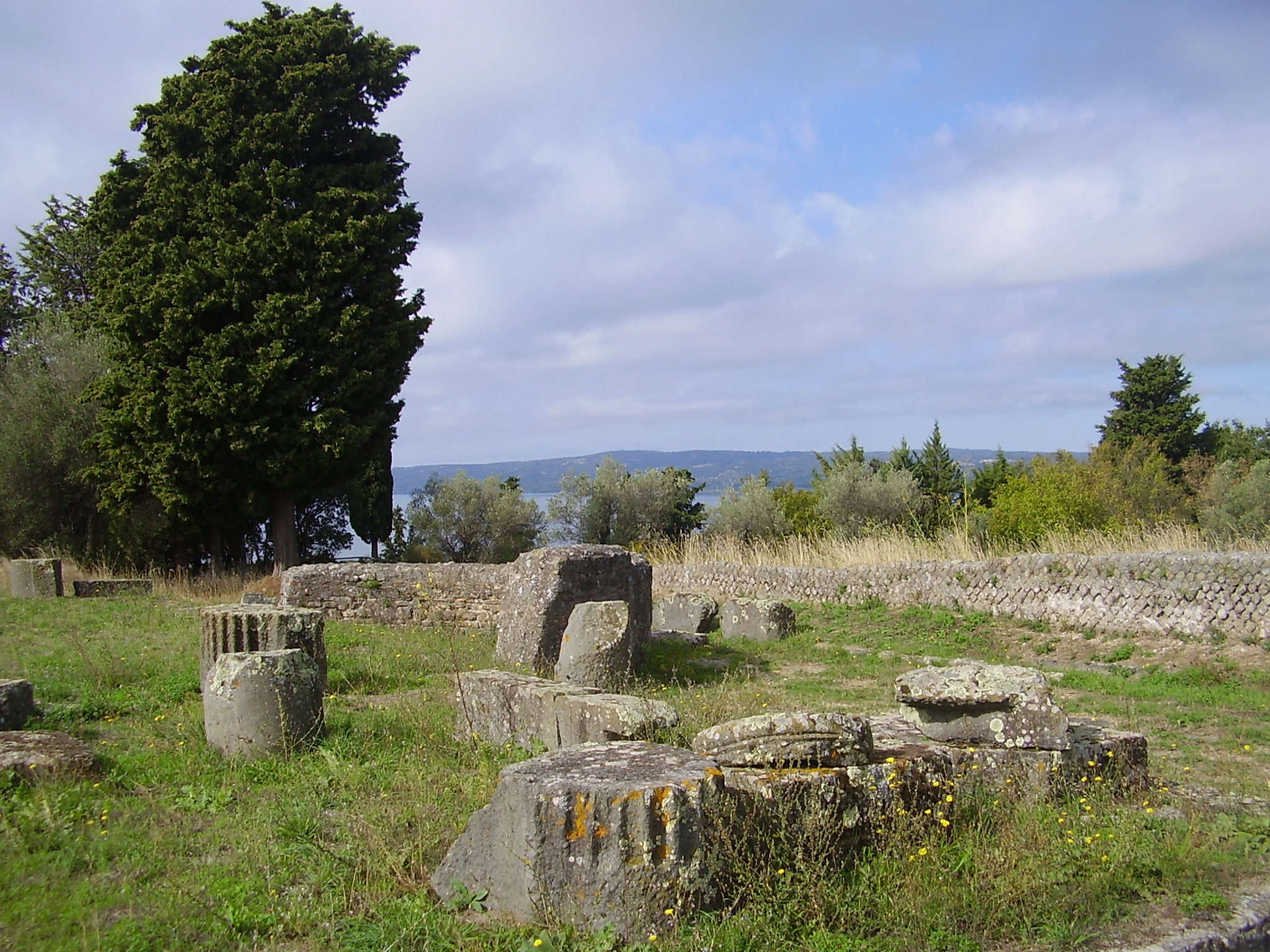
Panoramica del sito archeologico di Volsinii.

La diocesi di Bolsena (in latino Dioecesis Volsiniensis) è una sede soppressa e sede titolare della Chiesa cattolica.

## Storia
Bolsena, l'antico municipio romano di Volsinii facente parte della regio VII Etruria, è un'antica sede episcopale del Lazio. La tradizione tramanda che il cristianesimo giunse in città grazie alla figlia del console romano, santa Cristina. La scoperta di un cimitero d'età romana ha portato alla luce diverse iscrizioni cristiane risalenti al IV secolo.
Sono diversi i vescovi attribuiti a questa diocesi. Alcuni autori assegnano a Bolsena Evandro, episcopus ab Ursino, che prese parte al sinodo riunito da papa Milziade a Roma in domum Faustae in Laterano dal 30 settembre al 2 ottobre, per ristabilire l'unione e la concordia tra le Chiese dell'Africa romana e per giudicare l'operato di Ceciliano di Cartagine. Se l'attribuzione è corretta, Evandro sarebbe il primo vescovo della città di Bolsena. Nelle cronotassi tradizionali, Evandro è attribuito alla diocesi di Urbino (Lanzoni) oppure alla diocesi di Ajaccio (Cappelletti e Gams).
Un altro vescovo attribuito a Bolsena, ma con il beneficio del dubbio, è Secondino, episcopus Visinensis, che ricevette una lettera di papa Gelasio I (492-496), che lo informava che un suo diacono, Paolo, era stato accusato da una honesta femina di averla indotta a praticare la magia nera; il pontefice richiama Secondino ai suoi doveri di vescovo, con l'istituzione di un processo e, se necessario, con l'applicazione di un'appropriata punizione.
Non ci sono dubbi invece per il successivo vescovo, Gaudenzio, episcopus ecclesiae Vulsinensis, che prese parte il 1º marzo 499 al concilio romano indetto da papa Simmaco, per regolamentare l'elezione del vescovo di Roma dopo le difficoltà sorte qualche mese prima a causa della duplice elezione di Simmaco e di Lorenzo; Gaudenzio firmò gli atti conciliari anche per Progettizio, vescovo di Foronovo. Nel concilio indetto da papa Gelasio I nel 495 prese parte un vescovo Gaudenzio, ma senza indicazione della sede di appartenenza; potrebbe essere il vescovo di Bolsena, ma anche uno degli omonimi vescovi di Salerno o di Tadino.
Candido, episcopus civitatis Bulsinensis, prese parte al concilio romano indetto da Gregorio Magno il 5 luglio 595 e dove furono affrontate questioni relative all'organizzazione e alla vita interna della Chiesa romana. Le fonti riportano l'esistenza di un altro vescovo Candido, documentato in due occasioni. Nella prima, nel dicembre 591, ricevette una lettera da Gregorio Magno, che lo invitava a prestare aiuto a Calunnioso, un anziano prete della sua diocesi; in questa lettera Candido è chiamato episcopus de Urbe Vetere, ossia di Orvieto. In un'altra lettera di papa Gregorio, del marzo 596, il pontefice dà a Candido, episcopus de Urbe Vetere maiore, l'autorizzazione a ordinare preti i monaci della sua diocesi che ritiene degni, a patto che riceva il consenso dei rispettivi abati. Secondo Pietri, il Candido del 595 è il medesimo vescovo documentato nel 591 e nel 596. Questo avvalorerebbe l'ipotesi, già avanzata da Louis Duchesne, secondo cui la sede di Bolsena fu abbandonata nel corso del VI secolo, forse in concomitanza con la distruzione della città ad opera dei Longobardi (573-575), e che i vescovi si trasferirono a Orvieto, continuando per un certo periodo a fregiarsi dell'antico titolo pur risiedendo nella nuova sede orvietana. Lanzoni tuttavia non sembra condividere questa tesi, in quanto distingue i due vescovi Candido, quello del 595 per la sede di Bolsena, e quello del 591/596 per la sede di Orvieto.
Dalle cronotassi di Bolsena è da escludere il vescovo Claudio, documentato a partire da Ughelli, che appare tuttavia in un diploma spurio di papa Gregorio Magno del 601.
L'ultima menzione di un episcopus ecclesiae Vulsiniensis è quella di Agnello, che nel 680 partecipò al concilio di Roma indetto da papa Agatone per affrontare la questione dell'eresia monotelita.
Non si hanno in seguito più notizie della diocesi di Bolsena. Secondo l'ipotesi di Duchesne, il territorio della diocesi fu diviso in due; una parte, comprensiva della città di Bolsena, andò a costituire la diocesi di Orvieto, il cui primo vescovo è documentato nel dicembre 590; con il resto dell'antico territorio fu costituita la diocesi di Bagnoregio, il cui primo vescovo appare nel 600.
Dal 1970 Bolsena è annoverata tra le sedi vescovili titolari della Chiesa cattolica; dal 5 giugno 2023 l'arcivescovo, titolo personale, titolare è Gian Luca Perici, nunzio apostolico in Zambia e Malawi.

## Cronotassi

### Vescovi
- Evandro ? † (menzionato nel 313)
- Secondino ? † (all'epoca di papa Gelasio I[9])
- Gaudenzio † (prima del 495 ? - dopo il 499)
- Candido † (menzionato nel 595)
- Agnello † (menzionato nel 680)

### Vescovi titolari
- Adrianus Djajasepoetra, S.I. † (21 maggio 1970 - 10 luglio 1976 dimesso)
- Nicolas Eugene Walsh † (10 agosto 1976 - 6 settembre 1983 ritirato)
- Alfons Maria Stickler, S.D.B. † (8 settembre 1983 - 25 maggio 1985 nominato cardinale diacono di San Giorgio in Velabro)
- Justin Francis Rigali (8 giugno 1985 - 25 gennaio 1994 nominato arcivescovo di Saint Louis)
- Justo Mullor García † (28 luglio 1994 - 30 dicembre 2016 deceduto)
- Alfredo Horacio Zecca † (9 giugno 2017 - 4 novembre 2022 deceduto)
- Gian Luca Perici, dal 5 giugno 2023